# Demografía de Mónaco

## Los tres distritos
El país tiene una población total de 32.020 personas según el censo del año 2000, y están aglomeradas en tres distritos históricos y 10 barrios electorales. El número de habitantes varía entre distritos. La parte más poblada es la parte central del país, la Ciudad de Mónaco. 

## Población de los barrios de Mónaco
Según el censo de Mónaco del año 2000, Larvotto es el barrio más populoso del principado con 5.443 habitantes, mientras que Monaco-Ville es el menos poblado con 1.034 habitantes.
|    | Barrio quartier      | Población Censo 2000 |
| -- | -------------------- | -------------------- |
| 1  | Larvotto             | 5.443                |
| 2  | La Condamine         | 3.847                |
| 3  | San Miguel           | 3.807                |
| 4  | Fontvieille          | 3.292                |
| 5  | La Rousse S.R        | 3.223                |
| 6  | Montecarlo           | 3.034                |
| 7  | Moneghetti           | 3.003                |
| 8  | La Colle             | 2.822                |
| 9  | Les Révoires         | 2.515                |
| 10 | Monaco-Ville         | 1.034                |
|    | Principado de Mónaco | 32.020               |

## Los datos de población
Fuente: CIA World Factbook
- Nombre del país:en español Principado de Mónaco
- Habitantes: 30 510 (julio de 2012 est.)
- Área: 1,97 km²

- Capital: Ciudad de Mónaco (es en la práctica, una ciudad-estado)
- Densidad: 15 487 hab/km² (julio de 2012 est.)

Estructura de edad:
0-14 años: 12,3% (niños 1 930, niñas 1 841)
15-64 años: 60,8% (hombres 9 317, mujeres 9 249)
65 años y más: 26,9% (3 640 hombres, mujeres 4 562) (2012 estimado)
Tasa de crecimiento: -0,066% (2012 estimado)
Tasa de natalidad: 6,85 nacimientos por 1000 habitantes (2012 estimado)
Tasa de mortalidad: 8,52 fallecimientos por cada 1000 personas (2012 estimado)
Tasa de migración neta: 1,02 inmigrantes por cada 1000 personas (2012 estimado)
Índice de sexos:
al nacer: 1,04 hombre (s) / mujer
menores de 15 años: 1,05 hombre (s) / mujer
15-64 años: 1,00 hombre (s) / mujer
65 años y más: 0,81 hombre (s) / mujer
población total: 0,95 hombre (s) / mujer (2012 estimado)
Tasa de mortalidad infantil: 1,8 muertes por 1000 nacidos vivos (2012 estimado)
Esperanza de vida al nacer:
población total: 79,68 años
hombres: 85,74 años
mujeres: 83,77 años (2012 estimado)
Tasa de fertilidad: 1,51 niños nacidos / mujer (2012 estimado)
Nacionalidad: sustantivo: monegasco (a)
Grupos étnicos: Francés 47%, 16% de Mónaco, Italia 16%, otros 21%
Religiones: Católica 90%, otro 10%
Idiomas: francés (oficial), Inglés, Italiano, Mónaco
Alfabetización:
población total: 99%
hombres: 99%
mujeres: 99% (2003 estimado)